# Hermann Mutschmann
Hermann Mutschmann (* 21. Oktober 1882 in Essen; † 20. Juli 1918 bei Herlies in Nordfrankreich) war ein deutscher klassischer Philologe.

## Leben
Hermann Mutschmann studierte Klassische Philologie an der Universität Bonn und wurde 1906 in Kiel mit der Dissertation Divisiones quae vulgo dicuntur Aristoteleae („Die dem Aristoteles zugeschriebenen Kategorien“) promoviert, die seinen Lehrern Siegfried Sudhaus und Paul Wendland gewidmet war. 1908 habilitierte sich Mutschmann und wurde zum Privatdozenten ernannt. Ab dem Sommersemester 1909 war er als Nachfolger von Johannes Mewaldt Assistent in Berlin bei Ulrich von Wilamowitz-Moellendorff. 1913 folgte er einem Ruf zum außerordentlichen Professor an die Universität Königsberg. Bei Ausbruch des Ersten Weltkriegs meldete er sich freiwillig und wurde an der Westfront eingesetzt. Im letzten Kriegssommer fiel er am 20. Juli 1918 bei Herlies in Nordfrankreich.
Er war Mitglied und später Alter Herr des Philologischen Vereins Bonn im Naumburger Kartellverband.

## Werke
Mutschmann beschäftigte sich in seinem kurzen Gelehrtenleben intensiv mit der antiken Rhetorik und Philosophie. Neben Arbeiten zu Cicero, Platon und dem Autor des Peri hypsous (Tendenz, Aufbau und Quellen der Schrift vom Erhabenen, Berlin 1913) trat er besonders durch seine große Ausgabe der Schriften des Sextus Empiricus hervor, die ab 1912 bei Teubner in Leipzig erschien. Mutschmann selbst konnte nur die ersten zwei Bände fertigstellen (1912, 1914). Nach seinem Tode lag die Ausgabe lange brach und wurde erst nach dem Zweiten Weltkrieg von Jürgen Mau abgeschlossen (1954, 1962). Sie besteht nun aus vier Bänden und einem Indexband für die ersten drei Bände (1954) von Karel Janáček.